# جاناتان نانیزایامو
جاناتان نانیزایامو (انگلیسی: Jonathan Nanizayamo؛ زادهٔ ۲۱ فوریهٔ ۱۹۹۲) بازیکن فوتبال اهل جمهوری دموکراتیک کنگو است.
از باشگاه‌هایی که در آن بازی کرده‌است می‌توان به باشگاه فوتبال لانس اشاره کرد.